# Junki Kanayama
Junki Kanayama (født 12. juni 1988) er en japansk fodboldspiller, som spiller for den japanske fodboldklub Fagiano Okayama.